# Bantayan Barat
Bantayan Barat is een bestuurslaag in het regentschap Aceh Timur van de provincie Atjeh, Indonesië. Bantayan Barat telt 353 inwoners (volkstelling 2010).